# الخيامة (المحويت)

تعديل مصدري - تعديل

الخيامة هي إحدى قرى عزلة بني الوليد بمديرية المحويت التابعة لمحافظة المحويت، بلغ تعداد سكانها 63 نسمة حسب تعداد اليمن لعام 2004.